# Mathias Arvedsen
Mathias Arvedsen er en ung danser. Han begyndte at danse som 10-årig og underviste allerede som 15-årig.
Ud over at optræde sammen med mange kendte artister, bl.a. Anna David, Infernal og Rick Astley, har han også optrådt på teatret i musicals som Matador, Olsenbanden og den russiske juvel og My Fair Lady, ligesom han har medvirket i 69 – rockteaterkoncert. Han har også spillet med i TV 2's serie Store Drømme som danseren Theo.
Mathias Arvedsen har siden slutningen af februar 2010 dannet par med sangerinden Medina.